# 愛知県立旧制学校の門柱

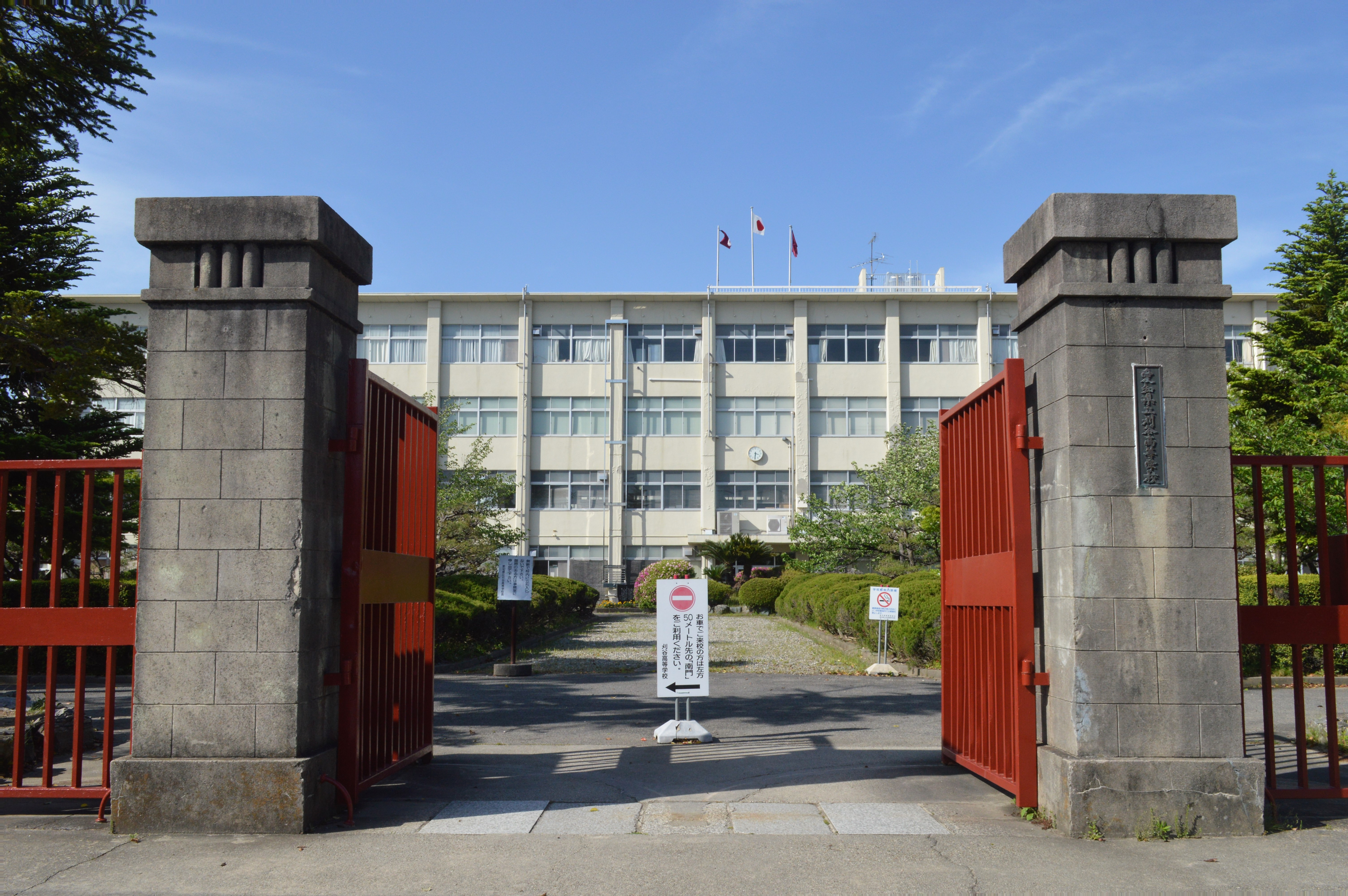
愛知県立刈谷高等学校正門門柱（旧愛知県刈谷中学校正門）

本項では登録有形文化財に登録された愛知県立旧制学校の門柱（あいちけんりつきゅうせいがっこうのもんちゅう）について説明する。

## 歴史

### 竣工
明治時代から昭和初期にかけて建てられた愛知県立の旧制中学校、高等女学校、農商学校の門柱は、校舎に合わせたデザインであることが多い。構造は石造、コンクリート造、鉄筋コンクリート造と様々であるが、共通点がある場合もある。
設計者が判明していない門柱もあるが、愛知県立津島高等学校、愛知県立刈谷高等学校、愛知県立瑞陵高等学校、愛知県立西尾高等学校、愛知県立鶴城丘高等学校、愛知県立小牧高等学校、愛知県立惟信高等学校の7校の門柱は愛知県営繕課の設計である。この7校の門柱は、主門柱2本、脇門柱2本の計4本で構成され、いずれも柱礎・柱身・柱頭の3層からなっている。また、ブロックを積み重ねたような石造風である点も共通している。
津島高校、刈谷高校、瑞陵高校、西尾高校の門柱はセセッション風の柱頭を有している。日本にセセッション風を広めたのは武田五一であり、武田は1918年（大正7年）から1920年（大正9年）まで名古屋高等工業学校（現・名古屋工業大学）で学長を務めた。

### 文化財としての保存
県民から届いた声がきっかけで、2015年（平成27年）9月には愛知県教育委員会生涯学習課文化財保護室が県立高校に対して門柱に関するアンケート調査を実施した。1948年（昭和23年）以前に開校した県立高校の中で13校の門柱が現役で使用されていることが判明し、愛知県教育委員会は登録有形文化財の申請に向けて13校の校長と協議を重ねた。
建築史家の西澤泰彦（名古屋大学教授）が調査を行い、2017年（平成29年）6月28日、愛知県の県立高校13校の門柱がそれぞれ登録有形文化財（工作物）に登録された。 うち9件は登録基準として「国土の歴史的景観に寄与しているもの」、4件は登録基準として「造形の規範となっているもの」が採用されている。

## 一覧
| 画像 | 名称                                                                | 竣工年                                                                  | 構造                            | 登録基準   |
| ---- | ------------------------------------------------------------------- | ----------------------------------------------------------------------- | ------------------------------- | ---------- |
|      | 愛知県立安城農林高等学校正門門柱 （旧愛知県立農林学校正門）         | 1903年（明治36年）頃竣工 1930年（昭和5年）頃改修 1960年（昭和35年）移設 | 石造、 西方脇柱付               | 造形の規範 |
|      | 愛知県立岡崎高等学校正門門柱 （旧愛知県立第二中学校正門）           | 大正時代前期竣工 1924年（大正13年）移設 1972年（昭和47年）移設          | 石造、 南北脇柱付               | 造形の規範 |
|      | 愛知県立半田商業高等学校正門門柱 （旧愛知県知多郡立高等女学校正門） | 1921年（大正10年） 1995年（平成7年）改修 2008年（平成20年）移設         | コンクリート造、 東西脇柱付     | 造形の規範 |
|      | 愛知県立津島高等学校正門門柱 （旧愛知県津島中学校正門）             | 1923年（大正12年）頃竣工                                                | 鉄筋コンクリート造、 東西脇柱付 | 歴史的景観 |
|      | 愛知県立刈谷高等学校正門門柱 （旧愛知県刈谷中学校正門）             | 1923年（大正12年）竣工                                                  | 鉄筋コンクリート造、 東西脇柱付 | 歴史的景観 |
|      | 愛知県立瑞陵高等学校旧正門門柱 （旧愛知県商業学校正門）             | 1924年（大正13年）頃竣工                                                | 鉄筋コンクリート造、 東西脇柱付 | 歴史的景観 |
|      | 愛知県立鶴城丘高等学校正門門柱 （旧愛知県蚕糸学校正門）             | 1925年（大正14年）頃竣工                                                | 鉄筋コンクリート造、 東西脇柱付 | 歴史的景観 |
|      | 愛知県立碧南高等学校正門門柱 （旧愛知県碧南国民学校正門）           | 1929年（昭和4年）頃竣工 1962年（昭和37年）頃改修                        | 石造                            | 歴史的景観 |
|      | 愛知県立惟信高等学校正門門柱 （旧愛知県惟信中学校正門）             | 1929年（昭和4年）頃竣工                                                 | 鉄筋コンクリート造、 東西脇柱付 | 歴史的景観 |
|      | 愛知県立小牧高等学校正門門柱 （旧愛知県小牧中学校正門）             | 1929年（昭和4年）竣工                                                   | 鉄筋コンクリート造、 東西脇柱付 | 歴史的景観 |
|      | 愛知県立西尾高等学校通用門門柱 （旧愛知県西尾中学校正門）           | 1930年（昭和5年）頃竣工                                                 | 鉄筋コンクリート造、 東西脇柱付 | 歴史的景観 |
|      | 愛知県立岩津高等学校正門旧門柱 （旧岩津町立愛知県岩津農商学校正門） | 1937年（昭和12年）竣工 1985年（昭和60年）移設                           | 石造、 南北脇柱付               | 造形の規範 |
|      | 愛知県立旭丘高等学校正門門柱 （旧愛知県立第一中学校正門）           | 1938年（昭和13年）竣工 1959年（昭和34年）改修 2001年（平成13年）改修    | 鉄筋コンクリート造、 北方脇柱付 | 歴史的景観 |